# Динствајлер
Динствајлер (њем. Dienstweiler) општина је у њемачкој савезној држави Рајна-Палатинат. Једно је од 96 општинских средишта округа Биркенфелд. Према процјени из 2010. у општини је живјело 298 становника. Посједује регионалну шифру (AGS) 7134020.

## Географски и демографски подаци
Динствајлер се налази у савезној држави Рајна-Палатинат у округу Биркенфелд. Општина се налази на надморској висини од 397 метара. Површина општине износи 6,7 km². У самом мјесту је, према процјени из 2010. године, живјело 298 становника. Просјечна густина становништва износи 45 становника/km².

## Међународна сарадња
| Мјесто | Држава    | Врста сарадње | Од    |
| ------ | --------- | ------------- | ----- |
| Боргер | Холандија | контакт       | 2000. |
| Извор  |           |               |       |